# Ataque químico de Guta
El ataque químico de Guta (a veces llamado masacre de Guta) fue un ataque químico que ocurrió en Guta (Siria), durante la guerra civil siria, en la madrugada del 21 de agosto de 2013. Dos zonas controladas por la oposición en los suburbios de Damasco fueron alcanzadas por cohetes que contenían el agente químico sarín. Las estimaciones sobre el número de muertos oscilan entre 281 y 1.729 personas. El ataque fue el uso más mortífero de armas químicas desde la guerra entre Irán e Irak.
Los inspectores de la Misión de las Naciones Unidas que ya se encuentran en Siria para investigar un presunto ataque anterior con armas químicas, solicitaron el acceso a los lugares de Guta el día después del ataque y pidieron un alto el fuego para permitir que los inspectores visitaran los lugares de Guta. El gobierno sirio baasista accedió a la petición de la ONU el 25 de agosto, y los inspectores visitaron e investigaron Moadamiyah, en Guta occidental, al día siguiente, y Zamalka y Ein Tarma, en Gutaoriental, los días 28 y 29 de agosto.
El equipo de investigación de la ONU confirmó "pruebas claras y convincentes" del uso de sarín suministrado por cohetes tierra-tierra, y un informe de 2014 del Consejo de Derechos Humanos de la ONU concluyó que "se utilizaron cantidades significativas de sarín en un ataque indiscriminado bien planificado dirigido a zonas habitadas por civiles, causando víctimas en masa". Las pruebas disponibles sobre la naturaleza, la calidad y la cantidad de los agentes utilizados el 21 de agosto indicaban que los autores tenían probablemente acceso al arsenal de armas químicas del ejército sirio, así como los conocimientos y el equipo necesarios para manipular con seguridad grandes cantidades de agentes químicos". También declaró que los agentes químicos utilizados en el ataque químico de Khan al-Assal a principios de 2013 "tenían las mismas características únicas que los utilizados en Al-Guta".
La oposición siria así como muchos gobiernos, la Liga Árabe y la Unión Europea, declararon que el ataque fue llevado a cabo por las fuerzas del presidente sirio Bashar al-Ásad. Los gobiernos sirio y ruso culparon a la oposición del ataque, y el gobierno ruso lo calificó de operación de falsa bandera de la oposición para atraer a las potencias extranjeras a la guerra civil del lado de los rebeldes. Åke Sellström, jefe de la misión de la ONU, calificó de poco convincentes las explicaciones del gobierno sobre la adquisición de armas químicas por parte de los rebeldes, que se basan en parte en "pobres teorías".
Varios países, entre ellos Francia, Reino Unido y Estados Unidos, debatieron si debían intervenir militarmente contra las fuerzas gubernamentales baasistas sirias.  El 6 de septiembre de 2013, el Senado de Estados Unidos presentó una resolución para autorizar el uso de la fuerza militar contra el ejército sirio en respuesta al ataque de Guta. El 10 de septiembre de 2013, se evitó la intervención militar cuando el gobierno sirio aceptó un acuerdo negociado por Estados Unidos y Rusia para entregar "hasta el último trozo" de sus arsenales de armas químicas para su destrucción y declaró su intención de adherirse a la Convención sobre Armas Químicas.
En junio de 2018, la OPAQ señaló con preocupación que, en realidad, la República Árabe Siria no había declarado ni destruido todas sus armas químicas e instalaciones de producción de armas químicas.

## Antecedentes

### Armas químicas
El empleo de armas químicas se considera un crimen de guerra desde 1997, y el gobierno de Siria no firmó la Convención sobre Armas Químicas que veta su uso, sino a mediados de septiembre de 2013, después de las primeras denuncias sobre su empleo por las fuerzas del gobierno contra las zonas dominadas por los rebeldes. Antes de eso poseía el mayor programa de armas químicas en todo Oriente Próximo y, según fuentes oficiales del estado francés, aliado de la oposición armada al gobierno sirio de ese entonces y partidario de intervenir militarmente en Siria, entre el arsenal gubernamental de armas químicas se encontraban más de mil toneladas de agentes tóxicos como el gas sarín y el VX.
El de Ghouta es hasta el momento el ataque más grave del siglo XXI y el segundo más mortal desde la Segunda Guerra Mundial, superado únicamente por el Ataque químico a Halabja, Irak, que se saldó con más de 5.000 muertos.
El primer ataque con armas químicas en la guerra civil siria se remonta al 18 de marzo de 2013, cuando un devastador ataque con misiles y armas químicas azotó Jan al Assal, una localidad del sur de la ciudad de Alepo, asesinando a 26 personas y dejando a 86 heridas. Los autores del ataque no fueron esclarecidos; rebeldes y soldados se culparon mutuamente. Las grandes potencias acusaron al gobierno de Al-Asad.

### Guerra civil siria y Batalla de Damasco
Ghouta es uno de los principales distritos que controla el Ejército Libre de Siria en Damasco y por ello una amenaza directa para el gobierno de Bashar al-Asad. Desde agosto de 2012 el Ejército sirio ha intentado eliminar a la oposición de los alrededores de la capital, y el fracaso con armas convencionales fue, supuestamente, la razón que les obligó a usar armas químicas.

## Información del ataque

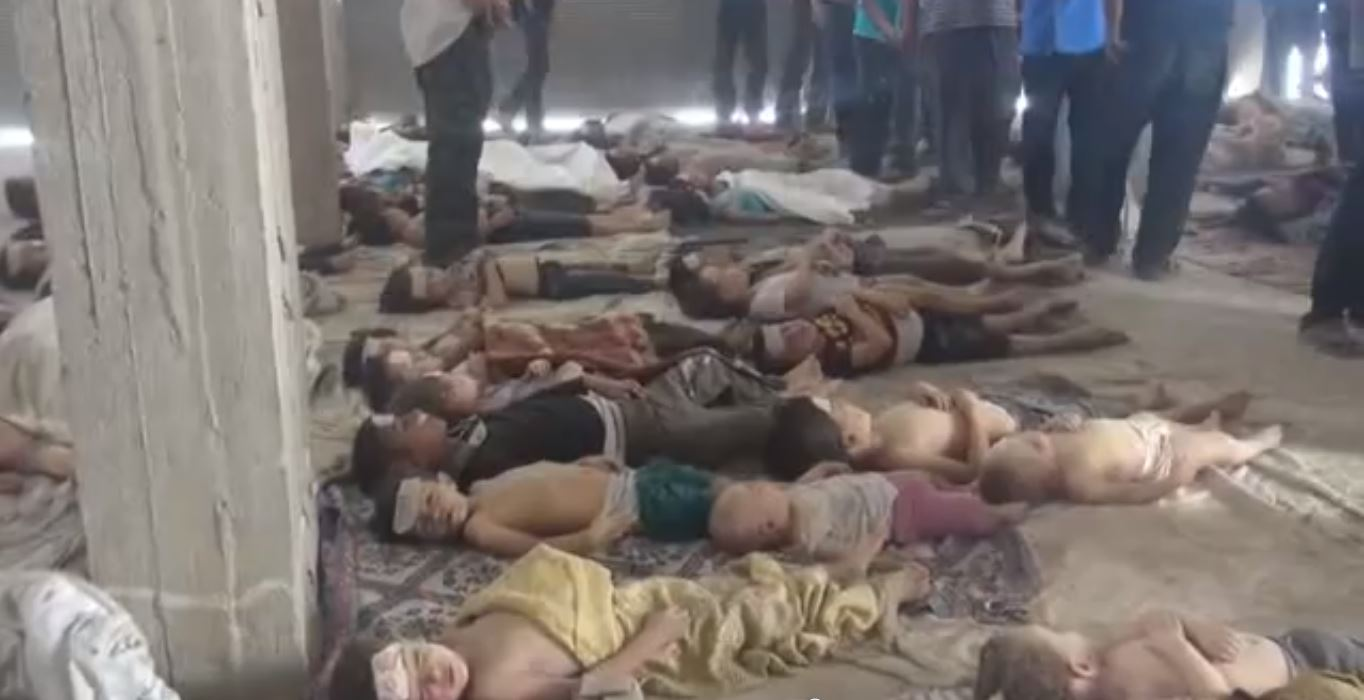
Civiles muertos después del ataque.

La mañana del 21 de agosto de 2013, fuentes de la oposición siria subieron decenas de videos a Internet en donde se mostraba a muchas personas muertas o con diferentes síntomas graves, como problemas respiratorios y violentas convulsiones, pero sin heridas corporales. Un grupo de expertos franceses que analizó el video consideró "muy poco probable" la posibilidad de una puesta en escena o manipulación de las imágenes.
El ataque químico habría dejado cerca de 1.400 muertos. El ataque se había producido en el suburbio de Ghouta, al sur de Damasco, en una zona que los rebeldes dominan. La oposición siria no tardó en culpar a Bashar Al-Asad de ser el responsable del ataque.

### Número de muertos

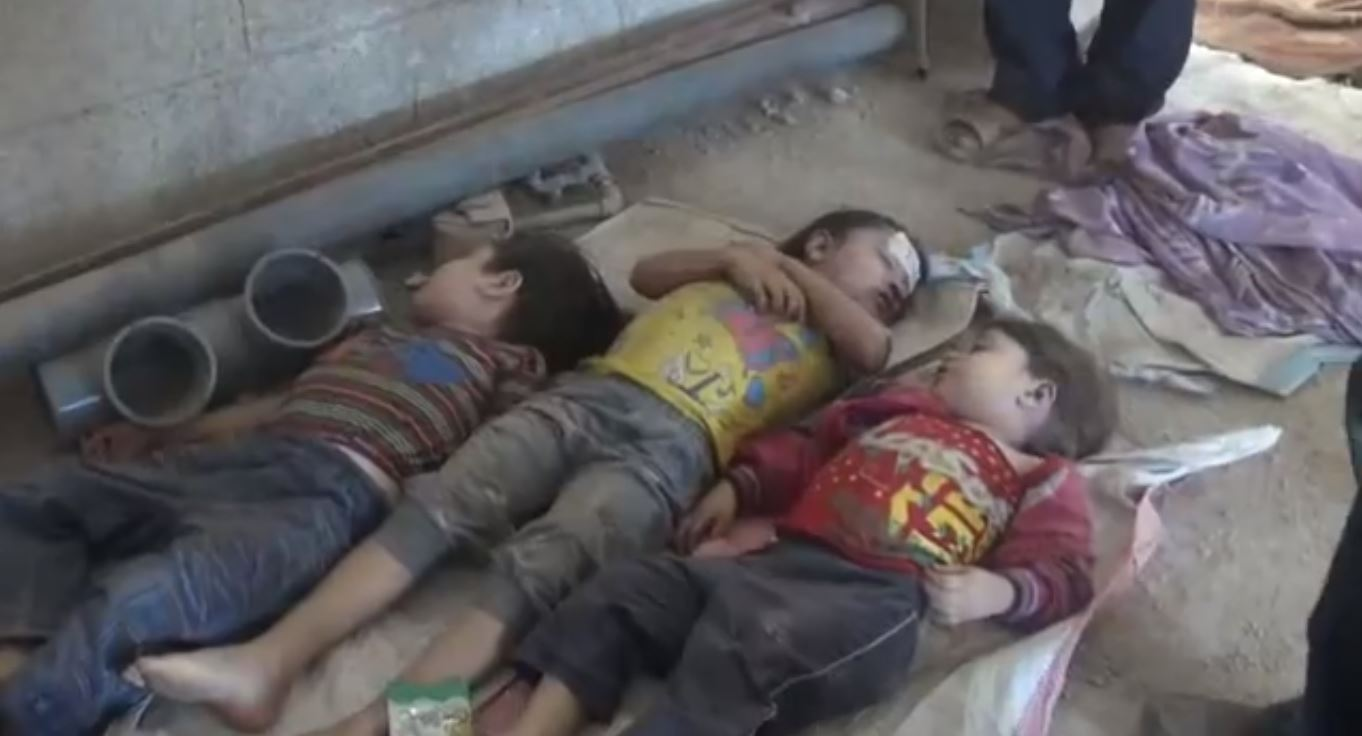
Niños muertos tras el ataque

El número de muertos por el ataque varía según la fuente. El principal grupo de la oposición, la Coalición Nacional Siria, anunció que las personas asesinadas estaban cerca de 2.000, lo que alertó a la comunidad internacional.
Los enviados de Francia bajaron considerablemente el número a 281 muertos, aunque la agencia independiente francesa "Médicos sin fronteras" aseguró haber contado 355 fallecidos.
Sin embargo, las fuentes más exactas cifran a las víctimas en 1.400; lo que se asemeja a los números entregados por Estados Unidos, que anunció que 1.429 personas perecieron a causa de la ofensiva.

### Autoría del ataque y controversias

Todos los ataques tuvieron como blanco suburbios controlados por los rebeldes

La autoría de la matanza no está clara, aunque según la Unión Europea, así como algunos gobiernos entre los cuales destaca Estados Unidos, el ataque fue llevado a cabo por el Gobierno de Siria, bajo el mandato de Bashar Al-Asad. Una gran parte de la comunidad internacional también sostuvo que las fuerzas gubernamentales eran las culpables.
Los presuntos indicios que dichos países presentaron para culpar al gobierno de Bashar al-Asad se basaron en la presencia de personal del programa de armas químicas del gobierno sirio tres días antes del ataque, la ubicación desde la que los misiles fueron disparados, la incapacidad de la oposición para coordinar un ataque a gran escala y el hecho de que los suburbios atacados estaban bajo dominio del Ejército Libre de Siria, lo que supondría un ataque de alguna facción rebelde, siria o extranjera, contra la población civil local así como una supuesta llamada interceptada por Israel que vincula el ataque directamente al Ministerio de Defensa.
Sin embargo, las naciones aliadas al gobierno sirio, Rusia, China e Irán, si bien no negaron la veracidad del ataque, acusaron a la oposición de ser la responsable. La corresponsal de Associated Press Dale Gavlak recogió declaraciones de fuentes rebeldes, según las cuales el ataque habría sido obra de rebeldes con armas cuya naturaleza y modo de utilización desconocían, proporcionadas por el príncipe saudí Bandar bin Sultan —director de la agencia de inteligencia saudí Al-Mujābarat al-ʿĀmma desde julio de 2012—.

## Sucesos posteriores y reacción internacional

### Investigación de la ONU
Los cuatro días posteriores al ataque se multiplicaron los bombardeos en la zona atacada, supuestamente para destruir pruebas. La virulencia de los ataques fue cuatro veces superior a la empleada en los diez días anteriores en los mismos escenarios.
Más tarde llegó a Siria un grupo de inspectores de Naciones Unidas y se instaló en la zona para inspeccionar el empleo de armas químicas en la guerra, pero el Ejército le impidió el acceso inmediato alegando motivos de seguridad. Finalmente los investigadores pudieron iniciar su misión, cuyo objetivo no era asignar un responsable sino confirmar el uso de tóxicos. Tras cuatro días de investigaciones, los inspectores abandonaron Damasco hacia Líbano, escoltados por vehículos militares.
El informe de la ONU fue publicado el 16 de septiembre de 2013. En él se llegaba a la conclusión de que "se han utilizado armas químicas en el conflicto actual entre las partes en la República Árabe Siria, también contra los civiles, incluidos niños, en una escala relativamente grande. En particular, las muestras ambientales, químicas y médicas que hemos recogido proporcionan pruebas claras y convincentes de que se utilizaron cohetes de tierra a tierra que contenían el agente neurotóxico sarin en Ein Tarma, Moadamiyah y Zamalka, en la zona de Ghouta en Damasco. " Los inspectores de Naciones Unidas fueron capaces de identificar sobre el terreno varios cohetes tierra-tierra de 140mm originalmente manufacturados en Rusia, posiblemente utilizados como vector de lanzamiento. Los inspectores de Naciones Unidas, sin embargo, no se pronunciaron sobre la autoría del ataque.
Las muestras recabadas se llevaron para ser analizadas en la La Haya, donde se encuentra la sede de la Organización para la Prohibición de Armas Químicas.
Paralelamente, varias naciones como Estados Unidos, Inglaterra y Francia realizaron investigaciones paralelas para saber al autoría del ataque.

### Plan internacional de intervención militar
Durante los días siguientes, diplomáticos de varias naciones se reunieron para discutir el tema del ataque y una convocatoria en la ciudad de Amán terminó en la decisión de actuar y los rumores de una intervención militar en el conflicto creció hasta el punto de creerse "inminente".
- Estados Unidos:

El 26 de agosto, el secretario de estado de Estados Unidos, John Kerry, anunció que el uso de armas químicas por parte del gobierno sirio era "claro" e "innegable" y se dijo decidido a actuar en contra del "régimen".

El 31 de agosto, Barack Obama confirmó que su intención de intervenir en Siria, pero esperó a recibir la autorización del Congreso de Estados Unidos. Desde entonces, Obama y Kerry iniciaron una campaña para lograr el apoyo de la comunidad internacional y de la opinión pública en un ataque "limitado en tiempo y en alcance" y sin tropas estadounidenses en el terreno.
Aunque una amplia parte de la población estadounidense estaba en contra de una intervención, Obama consiguió el apoyo verbal para una "fuerte respuesta internacional" de los gobiernos de Australia, Canadá, Francia, Italia, Japón, la República de Corea, Arabia Saudí, Turquía, Reino Unido y España.
- Francia:

El presidente francés François Hollande manifestó su voluntad de intervenir en Siria en el marco de una coalición internacional y expresó su intención de llevar el asunto a la Asamblea Nacional Francesa.
- Reino Unido:

El Reino Unido se mostró en primera instancia decidido a actuar militarmente, pero el primer ministro David Cameron decidió poner la intervención en manos del Parlamento Británico, el cual rechazó la propuesta el 30 de agosto con 285 votos en contra y 272 a favor.
Sobre las posibles intervenciones, Asad anunció que su país se defendería ante cualquier agresión y que lograría vencer a Estados Unidos ante un eventual ataque. Igualmente advirtió que un ataque causaría una guerra regional a gran escala en Oriente Medio. En 2023 la justicia de Francia emitió órdenes de arresto contra el dictador de Siria, Bashar al-Assad, su hermano Maher al-Ásad y dos generales sirios, por el ataque.

### Plan ruso para el control de las armas químicas del gobierno sirio
El 10 de septiembre, horas antes de una votación en el Congreso estadounidense sobre la intervención en Siria, el ministro de exteriores de la nación árabe, Walid Mualem, anunció la intención de su país de poner sus arsenales químicos bajo control internacional a petición de Rusia, intentando así dejar sin argumentos la intervención americana.
Ante esta situación, Obama ordenó posponer indefinidamente la votación sobre el ataque en el Congreso. Por otra parte, el secretario de Estado, John Kerry, así como varios países como Turquía, Israel, Gran Bretaña o Francia advirtieron la posibilidad de que se tratara de una estrategia para ganar tiempo y retrasar un ataque.
Finalmente, después de varios días de negociaciones entre John Kerry y Serguéi Lavrov en Ginebra, Suiza, llegaron a un acuerdo sobre las armas químicas de seis puntos:
1. Las armas químicas deben de estar bajo control internacional tan rápido como sea posible.
2. En una semana, Siria debe entregar una lista comprensiva de sus reservas de armas químicas.
3. Se aplicarán procedimientos extraordinarios en virtud de la Convención sobre Armas Químicas para permitir su rápida destrucción.
4. Siria debe dar a los inspectores acceso completo y sin restricciones a todos los sitios con armas químicas.
5. Todas las armas químicas han de ser destruidas antes de mediados de 2014.
6. Las Naciones Unidas proporcionarán el apoyo logístico para el plan y su cumplimiento será impuesta mediante 
el Capítulo VII de la Carta del Consejo de Seguridad de la ONU
7. En caso de no concretarse los puntos anteriores se pudiera considerar una nueva discusión del uso de la fuerza militar entre los 5 miembros permanentes el consejo de seguridad.

Por su parte, el líder de la oposición militar siria, Salim Idris, rechazó el plan alegando que no bastaba con eliminar las armas químicas sino que se debía «responsabilizarse a su autor y juzgarlo en la Corte Penal Internacional». Además aseguró haber detectado indicios de que las tropas gubernamentales habían trasladado parte de sus armas químicas a Líbano e Irak para evadir el control internacional.